# Johannes Fønss
Johannes Fønss (født 16. januar 1884 i Aarhus, død 16. december 1964 på Frederiksberg) var en dansk operasanger (bas). 
Han havde debut på Det kgl. Teater i København og var i perioden 1907-17 engageret ved tyske operahuse i Mannheim og Frankfurt.
I 1910-14 var han gæst på Covent Garden i London i Wagner-roller. Fra 1929 var han operainstruktør ved Det kgl. Teater.
Gift med operasanger Dorothy Larsen.